# Diego Luis Fernández de Osorio y Mendoza
Diego Luis Fernández de Osorio y Mendoza (Sevilla, ca. 1564 — Sevilla, 12 de febrero de 1619) fue un militar y funcionario español que sirvió en la Nueva España a finales del siglo XVI y principios del XVII. Miembro de una familia noble, ocupó importantes cargos administrativos, incluyendo el de secretario y primer asistente del presidente de la Real Audiencia de México.

## Biografía

### Primeros años y educación
Fernández de Osorio y Mendoza nació en Sevilla en una familia noble. Su padre, don Luis Fernández de Osorio, fue oficial y caballero de la Orden de Santiago, y su madre, doña Juana de Mendoza, provenía de una familia de alta nobleza. Diego recibió educación en derecho, filosofía e historia, lo que lo preparó para el servicio estatal y militar.

### Carrera Militar y Estatal
En 1581, Diego comenzó su servicio en el ejército español y avanzó rápidamente en la jerarquía gracias a sus méritos en campañas militares en Italia y los Países Bajos. Para 1590, alcanzó el rango de capitán y recibió el mando de su propio contingente.
En 1591, Diego fue convocado a Madrid y en 1592 fue designado secretario de la Real Audiencia de México. Este cargo incluía responsabilidades en la administración de justicia y supervisión de los ingresos reales en la Nueva España.

### Actividad en la Real Audiencia de México
Diego llegó a México en 1593 y comenzó a trabajar en la Audiencia. Sus principales tareas incluyeron la reorganización del sistema tributario y la mejora de la administración. Implementó medidas para combatir la corrupción y asegurar una recolección justa de los impuestos, lo que resultó en un aumento de los ingresos de la colonia.
Diego también mostró preocupación por los derechos de los pueblos indígenas, abogando por métodos más humanos de trato, lo que ayudó a mantener el orden en la región.
En 1602, fue nombrado primer asistente del presidente Gaspar de Zúñiga Acevedo y Velasco en la Real Audiencia, donde continuó con las reformas en justicia y administración.

### Regreso a España y Últimos Años
En 1612, Diego regresó a España debido a problemas de salud y se estableció en Sevilla. A pesar de su retiro, continuó asesorando al gobierno en asuntos de administración colonial.

### Muerte
Diego Luis Fernández de Osorio y Mendoza falleció el 12 de febrero de 1619 en Sevilla. Su actividad en la Real Audiencia de México dejó una influencia significativa en la administración de la Nueva España, mejorando el sistema tributario y la justicia.

## Vida personal
En 1594, Diego se casó con doña Catalina de Guzmán y Córdoba. Tuvieron tres hijos: Luis, María y Juana. Luis se convirtió en oficial, María se casó con un funcionario del virreinato del Perú, y Juana ingresó en un convento.